# Atracinae
Nhện mạng phễu Úc hay nhện lưới phễu Úc (Danh pháp khoa học: Atracinae) là một phân họ nhện trong họ nhện lưới phễu Hexathelidae phân bố ở lục địa Úc. Phân họ này gồm 03 chi là: Atrax, Hadronyche và Illawarra (chi đơn loài). Đây là một phân họ chứa các loài nhện độc, trong đó đáng chú ý là loài nhện mạng phễu Sydney (Atrax robustus). Các loài nhện mạng phễu có mặt rải rác khắp nước này. Nhện mạng phễu thích không gian ẩm ướt và khu vực tiếp xúc với đất.

## Đặc điểm
Vết cắn của nhện mạng phễu Australia có thể không đáng sợ như hình dung của nhiều người. Trong số tất cả loài nhện độc được biết đến hiện nay, loài độc nhất là những con nhện mạng phễu Australia. Vết cắn của chúng gây tử vong cho trẻ nhỏ trong vài phút hoặc vài tiếng và khiến một người trưởng thành chết trong vòng 24 giờ. Tuy nhiên, sau khi thuốc chống nọc độc ra đời, chưa có ca tử vong nào được ghi nhận ở Australia.
Dù vậy, trong số chúng vẫn có những loài nhện có khả năng khiến phổi người nổ tung. Chất độc atracotoxin có thể gây tử vong cho người trong vòng 15 phút. Trên thực tế atracotoxin vô hại đối với phần lớn động vật có vú, song lại phát huy tác dụng rất nhanh trên cơ thể động vật linh trưởng, bao gồm con người.
Nếu một loài nhện ở Australia cắn người, chất độc của chúng sẽ nhanh chóng di chuyển khắp cơ thể rồi làm tăng huyết áp liên tục khiến hàng triệu túi khí trong phổi vỡ tan. Chất độc atracotoxin của nhện mạng hình phễu Sydney hoạt động theo cơ chế khác. Atracotoxin kích thích hệ thần kinh đến mức cơ thể không thể chịu nổi. Trong quá trình di chuyển khắp cơ thể, atracotoxin làm tăng huyết áp, khiến hàng triệu túi máu trong phổi nổ tung. Đó là hiện tượng khiến con người chết ngạt dù ở trên đất liền.
Nhện mạng phễu sống trong vòng bán kính 160 km quanh thành phố Sydney. Mặc dù nhện mạng phễu Sidney không gây tử vong cho bất cứ ai từ khi chất kháng nọc độc được sử dụng vào năm 1981 nhưng loài vật này vẫn là "một biểu tượng của nỗi kinh hoàng và niềm đam mê cho những người thích sưu tầm nhện ở Sydney". Các sợi tơ nhện mạng phễu được sử dụng để làm các thiết bị quang học. Có thể bắt gặp loài vật này ở dưới các tảng đá và khúc gỗ trong rừng, bên trong các đống phân ủ hoặc trong lớp đất dưới nền nhà. 